# Antal Festetics
Antal Festetics (eigentlich: Antal-Erwin Festetics; * 12. Juni 1937 in Budapest) ist ein österreichischer Zoologe, Verhaltensforscher, Wildbiologe und Naturschützer aus der Familie Festetics de Tolna. Einer breiteren Öffentlichkeit ist er als langjähriger Moderator der ORF-Naturfilmreihe Wildtiere und Wir bekannt geworden.

## Leben
Als österreichischer Staatsbürger am 12. Juni 1937 in Budapest geboren, ging Antal Festetics dort zur Schule. Nach eigenem Bekunden wollte er bereits als Dreijähriger Vogelforscher werden und stromerte als Schüler häufig auf Vogelbeobachtung durch den Auwald.
Als die Kommunisten die Macht übernahmen, erklärten sie seine Familie wegen ihres Grafen-Titels zu „Klassenfeinden“, enteigneten und deportierten sie 1951 in ein Arbeitslager und verurteilten sie zur Zwangsarbeit in der nunmehr sozialistischen Landwirtschaft. Bei seinen Versuchen, dennoch in den Westen zu gelangen, ist Antal Festetics als Jugendlicher wegen „versuchter Republikflucht“ drei Mal inhaftiert worden. Beim Ausbruch des Volksaufstandes 1956 schloss er sich den Freiheitskämpfern an und erhielt den Befehl, die ÁVO-Geheimpolizisten festzunehmen, die sich nach Österreich absetzen wollten. Bei einer nächtlichen Aktion lernte er durch Zufall auch den US-Senator Claiborne Pell kennen. Dieser bat Festetics darum, in einem Gespräch mit dem soeben aus dem Gefängnis befreiten József Kardinal Mindszenty als Dolmetscher zu fungieren. Für Festetics eine große Freude, denn der Kardinal hatte ihn 1948 höchstpersönlich gefirmt, bevor er kurz darauf zusammen mit Festetics’ Onkel, Fürst Paul Esterházy, vom kommunistischen Volksgerichtshof in einem Schauprozess zur lebenslangen Haft verurteilt worden war.
Nach diesem Zusammentreffen gelang Festetics schließlich als Flüchtling 1956 der Neubeginn in Wien, wo er an der dortigen Universität Zoologie studierte. Zu seinen Lehrern gehörten Wilhelm Marinelli und vor allem Konrad Lorenz, der ihn tief prägte und mit dem ihn eine enge Freundschaft verband. Ab 1980 war Festetics Präsident der Konrad-Lorenz-Gesellschaft für Umwelt- und Verhaltenskunde und legte 1983 auch eine Biographie des bedeutenden Verhaltensforschers und Nobelpreisträgers vor.
Nach seinem Studienabschluss war Festetics ab 1963 Lehrbeauftragter für die Ökologie der Tiere am Internationalen Zoologischen Institut der Wiener Universität, an der er 1965 mit einer Arbeit über die Westblindmaus, Beiträge zur Ethologie, Ökologie und geographischen Verbreitung der Spalax leucodon <Nordmann 1840>, mit Auszeichnung zum Dr. phil. promoviert wurde und anschließend als wissenschaftlicher Assistent tätig war.
Im Jahr 1972 folgte er dem Ruf der Georg-August-Universität Göttingen, als ordentlicher Professor an deren Forstwissenschaftlichen Fakultät die Nachfolge Fritz Nüßleins als Vertreter des Faches Jagdkunde und Direktor des Instituts für Jagdkunde – dem einzigen seiner Art in Deutschland – anzutreten. Festetics fügte als neuen Schwerpunkt die Wildbiologie hinzu. In der Folge beschäftigte sich die nun Institut für Wildbiologie und Jagdkunde genannte Forschungsstätte besonders mit einer möglichen Wiederansiedlung des Luchses, zunächst in Österreich. Festetics initiierte 1978 in Murau in der Steiermark das erste Internationale Luchs-Kolloquium, erkor die Raubkatze auch zum „Wappentier“ seines Institutes und ersann mit seinen Mitarbeitern auch eine regelrechte Kampagne für deren Wiederansiedelung. Dazu ließ er gelb-leuchtende Aufkleber mit der Aufschrift „Ich bin für den Luchs in unseren Wäldern!“ drucken, die nicht nur im Umfeld der Forstlichen Fakultät bald rasche Verbreitung fanden.
Weitere wissenschaftliche Arbeitsschwerpunkte des Wildbiologie-Instituts bildeten die Erprobung der Radiotelemetrie zur Überwachung von Wild und dessen Wanderungen über Satellit, die Entwicklung von Wildausstiegen am Mittellandkanal sowie die Gestaltung von Wildbrücken über Autobahnen und anderen viel befahrenen Straßen. Daneben bekämpfte Festetics auch die Verwendung von Abzugeisen und gilt als scharfer Kritiker des Springreitens und des Stierkampfes.
Weit über das wissenschaftliche Leben in Göttingen hinaus bekannt geworden sind zudem die von Festetics 1972 begonnenen wildbiologischen Seminare, die meist im Hörsaal des Max-Planck-Instituts für biophysikalische Chemie in Göttingen-Nikolausberg abgehalten wurden. Der Bogen dieser auch als Göttinger „Festetics-Seminar“ bekannten interdisziplinären und frei zugänglichen Vortrags- und Diskussionsreihe spannte sich von der Verhaltensforschung und Ökologie über Vogelschutz und Umweltpolitik bis zur Wildtierkunde und Soziologie des Menschen. Im Jahr 2005 gab es die 300. Ausgabe des wildbiologischen Seminars, später wurde die Veranstaltungsreihe eingestellt. Zu den zahlreichen namhaften Referenten, die Festetics’ Einladung nach Göttingen bislang gefolgt sind, gehören unter anderem Ernst Albrecht, Irenäus Eibl-Eibesfeldt, Heinz Ellenberg, Manfred Eigen, Bernhard Hassenstein, Dietrich von Holst  (* 1937), Konrad Lorenz, Erwin Neher, Josef Reichholf, Heinz Sielmann, Georg Sperber, Rita Süssmuth, Michael Succow und Wolfgang Wickler.
Ab 1981 war Festetics auch Honorarprofessor an der Universität Wien. Im Jahr 2005 wurde er emeritiert, nimmt aber weiterhin Lehrveranstaltungen an der Universität Göttingen wahr.
Antal Festetics setzt sich vom wissenschaftlichen Standpunkt aus für die Lösung ökologischer Fragen sowie für den Arten- und den Naturschutz ein. Bereits in den 1950er Jahren betätigte er sich während der Sommerferien als amtlicher Naturschutzwart in Seewinkel, war 1963 Mitbegründer des WWF Österreich und an der Errichtung von Naturschutzgebieten und Nationalparks in Österreich, Deutschland und Ungarn maßgeblich beteiligt. 1968 initiierte er den Nationalpark Hortobágy, legte 1971 den Grundstein für den Zweistaaten-Nationalpark Neusiedler See – Seewinkel und war 1984 einer der führenden Kämpfer gegen das Kraftwerk in der Hainburger Au. Im Jahr 1996 wurde an Stelle des geplanten Kraftwerks dort der Nationalpark Donau-Auen gegründet. Festetics gehört seit 1997 dem wissenschaftlichen Beirat der Nationalpark Donau-Auen GmbH an.
Festetics verfügt über rhetorisches Talent, mit dem er nicht nur die Studenten im Hörsaal fesselt, sondern das er auch als langjähriger Moderator der ORF-Naturfilmreihe Wildtiere und Wir mit großem Erfolg einsetzte. Dazu kamen in diesen Dokumentationen ungewöhnliche und humorvolle Einstellungen, etwa wenn Festetics in einem Beitrag über Ratten moderierend aus der Kanalisation oder bei der Waschbär-Beobachtung aus einem Müllcontainer auftauchte. Solche Szenen trugen viel zu Festetics Beliebtheit bei. Vor allem in Österreich, wo er gemäß seiner Devise „Der Mensch ist das spannendste Vieh“ auch gerne mit seinen Orden behangen und mit Fernglas ausgerüstet beim Wiener Opernball auftritt, genießt er eine hohe Popularität. Im Herbst 1999 war er nicht zuletzt deshalb  kurzzeitig als möglicher neuer österreichischer Wissenschaftsminister im Gespräch. Insgesamt drehte Festetics 35 Fernsehdokumentationen, verfasste rund 100 Fachveröffentlichungen sowie Gastartikel in Tageszeitungen, wie zum Beispiel in der österreichischen Presse.
Für sein breites, weit über den eigentlichen Fachbereich hinausgehendes Engagement erhielt Festetics zahlreiche Auszeichnungen in Österreich und darüber hinaus. Antal Festetics wohnt in Adelebsen und Wien.

## Auszeichnungen
- 1962 – Theodor-Körner-Preis für Wissenschaft und Kunst
- 1964 – Theodor-Körner-Preis für Wissenschaft und Kunst
- 1971 – Förderpreis der Stadt Wien
- 1982 – Internationaler Naturschutzpreis des WWF
- 1982 – Großes Ehrenzeichen des Burgenlandes
- 1987 – Weltnaturschutz-Orden der Goldenen Arche
- 1987 – Großes Goldenes Ehrenzeichen des Landes Steiermark
- 1988 – Österreichischer Staatspreis für Umweltschutz („Konrad-Lorenz-Preis“)
- 1989 – Ehrendoktor der Agrarwissenschaftlichen Fakultät Keszthely (Georgikon) der Pannonischen Universität Veszprém („Dr. agr. h.c.“)
- 1990 – Paracelsusring der Stadt Villach
- 1992 – Großes Goldenes Ehrenzeichen der Stadt Wien
- 1994 – Goldener Löwe
- 1997 – Ehrenmedaille der Bundeshauptstadt Wien in Gold
- 1997 – Platin Romy für das Lebenswerk
- 1998 – Naturschutzpreis „Pro Natura“ der Republik Ungarn
- 1998 – Bundesverdienstkreuz 1. Klasse
- 2007 – Komturkreuz des Landes Burgenland
- 2009 – Österreichisches Ehrenkreuz für Wissenschaft und Kunst I. Klasse[7]

Daneben wurde Antal Festetics auch in die Europäische Akademie der Wissenschaften und Künste berufen.
Als die österreichische Tageszeitung Kurier im August 2004 ihre Leser nach den „50 wichtigsten Österreichern der letzten 50 Jahre“ fragte, gehörte auch Festetics dazu.

## Verwandtschaften
- Sein Vorfahr György Festetics gründete die Agrarwissenschaftliche Fakultät Keszthely (Georgikon) der Pannonischen Universität Veszprém.
- Seine Großtante Marie Festetics war Hofdame bei Kaiserin Elisabeth.
- Sein Onkel Fürst Paul Esterházy wurde 1948 – gemeinsam mit Kardinal Mindszenty – vom kommunistischen Volksgerichtshof in einem Schauprozess zu lebenslanger Haft verurteilt.[2]

## Zitate
- „Ich bin Altösterreicher und Maghrebinier. In Ungarn, Böhmen und Österreich aufgewachsen, an der Wiener Uni habe ich studiert. Jetzt bin ich deutscher Beamter.“[8]

- „Unser oft gestörtes Verhältnis zu Tieren äußert sich in zwei extremen Positionen. Zum einen vermenschlichen und zum andern verteufeln wir häufig unsere Mitgeschöpfe. Beide Standpunkte zeugen von mangelndem biologischen Wissen. Tiere sind weder kriminell, wenn sie andere fressen, noch edelmütig, wenn sie füreinander sorgen. Besonders im sexuellen Bereich werden häufig unzulässige Mensch-Tier-Vergleiche angestellt. Die biologischen Wurzeln unseres Verhaltens sind unverkennbar. Aber die Natur ist für uns kein moralisches Vorbild.“[1]

- „Wir sind Biologen aus Neigung und Naturschützer aus Not. Wir sind Biologen, weil uns die evolutive Vielfalt von Gestalten und Verhaltensweisen begeistert. Und wir müssen notgedrungen Naturschutz betreiben, weil eben diese Vielfalt weltweit aufs Ärgste bedroht ist.“[1]

- „Nun wird oft gefragt: ‚Haben Tiere eine Seele?’ – Ja, ganz gewiss! Aber haben auch alle Menschen eine? Wenn ich an Stierkampf oder Schlageisen denke, möchte ich daran zweifeln.“[1]

- „Konrad Lorenz hat in der Biologie dieses Jahrhunderts die tiefsten Spuren hinterlassen. Ich hatte das unverschämte Glück, zu seinen Schülern zählen zu dürfen. Lorenz lehrte uns nicht nur, tierisches Verhalten zu deuten, sondern er öffnete uns auch die Augen für die Harmonie, das Schöne in der Natur. Ich hätte ein Stein sein müssen, um von seiner Begeisterung nicht angesteckt zu werden.“[1]

- „Wir brauchen weder Biber noch Mozart. Aber ich möchte nicht in so einer Welt leben! Naturschönheit und kulturelle Eindrücke befriedigen unsere emotionellen Bedürfnisse. Sie sind genauso wichtig wie Essen und Trinken.“[8]

## Schriften (Auswahl)
- Beiträge zur Ethologie, Ökologie und geographischen Verbreitung der Spalax leucodon <Nordmann 1840>. 2 Bände, Wien 1963 (als Dissertationsschrift Wien 1965).
- mit Otto Guglia: Pflanzen und Tiere des Burgenlandes. 80 bemerkenswerte oder gefährdete Arten in Wort und Bild. Österreichischer Bundesverlag für Unterricht, Wissenschaft und Kunst, Wien 1969.
- mit Bernd Leisler: Ökologie der Schwimmvögel der Donau, besonders in Niederösterreich. Arch. hydrobiol. (Suppl. 4, S. 307–351), Stuttgart 1971.
- et al. (Hrsg.): Der Luchs in Europa. Beiträge des I. Internationalen Luchs-Kolloquiums in Murau/Steiermark, 7. – 9. Mai 1978 (Themen der Zeit, Heft 3). Kilda, Greven 1980, ISBN 3-921427-43-6.
- mit Claus Reuther et al. (Hrsg.): Der Fischotter in Europa. Ergebnisse des I. Internationalen Fischotter-Kolloquiums vom 28. bis 31. Oktober 1979 in Göttingen. Selbstverlag, Oderhaus/Göttingen 1980.
- Konrad Lorenz. Aus der Welt des großen Naturforschers. Piper, München/Zürich 1983, ISBN 3-492-02855-1.
- et al. (Hrsg.): Zum Sehen geboren. Das Jahrhundertwerk des Konrad Lorenz. Orac, Wien/München/Zürich 2000, ISBN 3-7015-0432-6.

## Filmdokumentation
- Viecher sind auch nur Menschen. Das Beste von Antal Festetics aus 25 Jahren ‚Wildtiere und Wir’, Dokumentation von Franz Leopold Schmelzer, Goess-Film für den ORF, Österreich 1997, 90 Minuten – Sendungs-Collage mit Interviews anlässlich des 60. Geburtstags von Festetics.